# Kidbrooke
Kidbrooke – dzielnica Londynu, w Wielkim Londynie, leżąca w gminie Greenwich. Leży 9,9 km od centrum Londynu. W 2001 roku dzielnica liczyła 5672 mieszkańców.